# Landratsbezirk Battenberg
Der Landratsbezirk Battenberg war ein Landratsbezirk im Großherzogtum Hessen, der von 1821 bis 1832 bestand. Sitz des Landrats war Battenberg. Der Landratsbezirk ging 1832 im Kreis Biedenkopf auf.

## Geschichte

### Entstehung
Der Landratsbezirk Battenberg wurde im Zuge einer Verwaltungsreform 1821 gebildet. Diese löste die alten Ämter auf, wobei erstmals auch auf unterer Ebene Rechtsprechung und Verwaltung getrennt wurden. Räumlich war der neue Landratsbezirk größer als die alten Ämter. In ihm wurden zusammengelegt:
- das Amt Battenberg,
- der links der Lahn gelegenen Teil des Amtes Biedenkopf,
- der Ort Wolfgruben,
- das Patrimonialgericht Grund Breidenbach und
- das Patrimonialgericht Breidenstein.

Bei dieser Verwaltungsreform blieben allerdings die Rechte der Patrimonialgerichtsherren im Bereich der Öffentlichen Sicherheit und Ordnung bestehen.

### Auflösung
Im Rahmen der Verwaltungsreform 1832 wurden die Landratsbezirke zu Landkreisen zusammengefasst. Der Landratsbezirk Battenberg ging dabei (gemeinsam mit dem Landratsbezirk Gladenbach und dem Landratsbezirk Vöhl) in dem neuen Kreis Biedenkopf auf.

## Landräte
- Karl Theodor Neidhardt (1821-1826)
- August Stammler (1827–1832)

## Wissenswert
Gleichzeitig mit der Bildung des Landratsbezirks Battenberg wurde das Landgericht Biedenkopf als Gericht erster Instanz geschaffen. Der Gerichtsbezirk deckte mit dem Landratsbezirk.